# كريستين هيوز
كريستين هيوز (بالإنجليزية: Kristen Hughes)‏ هي لاعبة كرة الشبكة أسترالية، ولدت في 28 أغسطس 1979.